# Isotogastrura
Isotogastrura — рід колембол монотипової родини Isotogastruridae.

## Поширення
Рід поширений в Мексиці, на Антильських островах, Мадагаскарі, Новій Каледонії та Середземномор'ї.

## Види
Представники роду:
- Isotogastrura ahuizotli (Palacios-Vargas & Thibaud, 1998)
- Isotogastrura arenicola (Thibaud & Najt, 1992)
- Isotogastrura atuberculata (Palacios & Thibaud, 2001)
- Isotogastrura coronata (Fjellberg, 1995)
- Isotogastrura litoralis (Thibaud & Weiner in Najt & Matile, 1997)
- Isotogastrura madagascariensis (Thibaud, 2008)
- Isotogastrura veracruzana (Palacios-Vargas & Thibaud, 1998)